# Terptsjerke
De Terptsjerke is een kerkgebouw in Akkrum in de Nederlandse provincie Friesland. Het is een rijksmonument.

## Beschrijving
Op de gevelsteen boven de ingang aan de noordzijde van de Terptsjerke staat vermeld dat de eerste steen werd gelegd door Augustinus Lycklama à Nijeholt (oud 17 jaar) op 13 maart 1759. De zaalkerk is gebouwd op het hoogste punt van de terp van Akkrum ter vervanging van een eerdere, afgebroken kerk. De windvaan boven het koor is een meerman.
De kerktoren werd in 1882 ommetseld en het zadeldak werd vervangen door een ingesnoerde torenspits. Bij de bouw van de kerktoren waren, aan de belangrijkste kant van het dorp, slechts twee wijzerplaten. Deze waren geplaatst aan de zuidoost- en de noordoostzijde, waar de meeste bebouwing stond. In de jaren vijftig is aan de zuidwestgevel nog een derde wijzerplaat geplaatst. In 2014 werd aan de noordwestgevel van de toren, een vierde wijzerplaat aangebracht. Van de twee klokken uit 1698 werd de kleinste, die gescheurd was, vervangen door een klok uit 1950. De gescheurde klok staat nu Buiten de kerk.
De kerk heeft vier ramen van gebrandschilderd glas met wapens gemaakt door Thomas en Tjalling Gonggrijp. Sinds de laatste restauratie in 2000 vormen de grafzerken uit de 16e en 17e eeuw weer het middenpad in de kerk.
De kerk had een orgel dat in 1821 gemaakt was door J.A. Hillebrand. Dit verhuisde in 1856 naar de Koepelkerk in Veenhuizen. De Terptsjerke kreeg toen een nieuw orgel van Petrus van Oeckelen, die zich bij het maken van de orgelkas baseerde op het ontwerp van het Hillebrandorgel. Het instrument heeft 17 registers en twee manualen. Het is sinds 1978 in fasen gerestaureerd door de orgelbouwer Mense Ruiter (1983, 2001 en 2010).

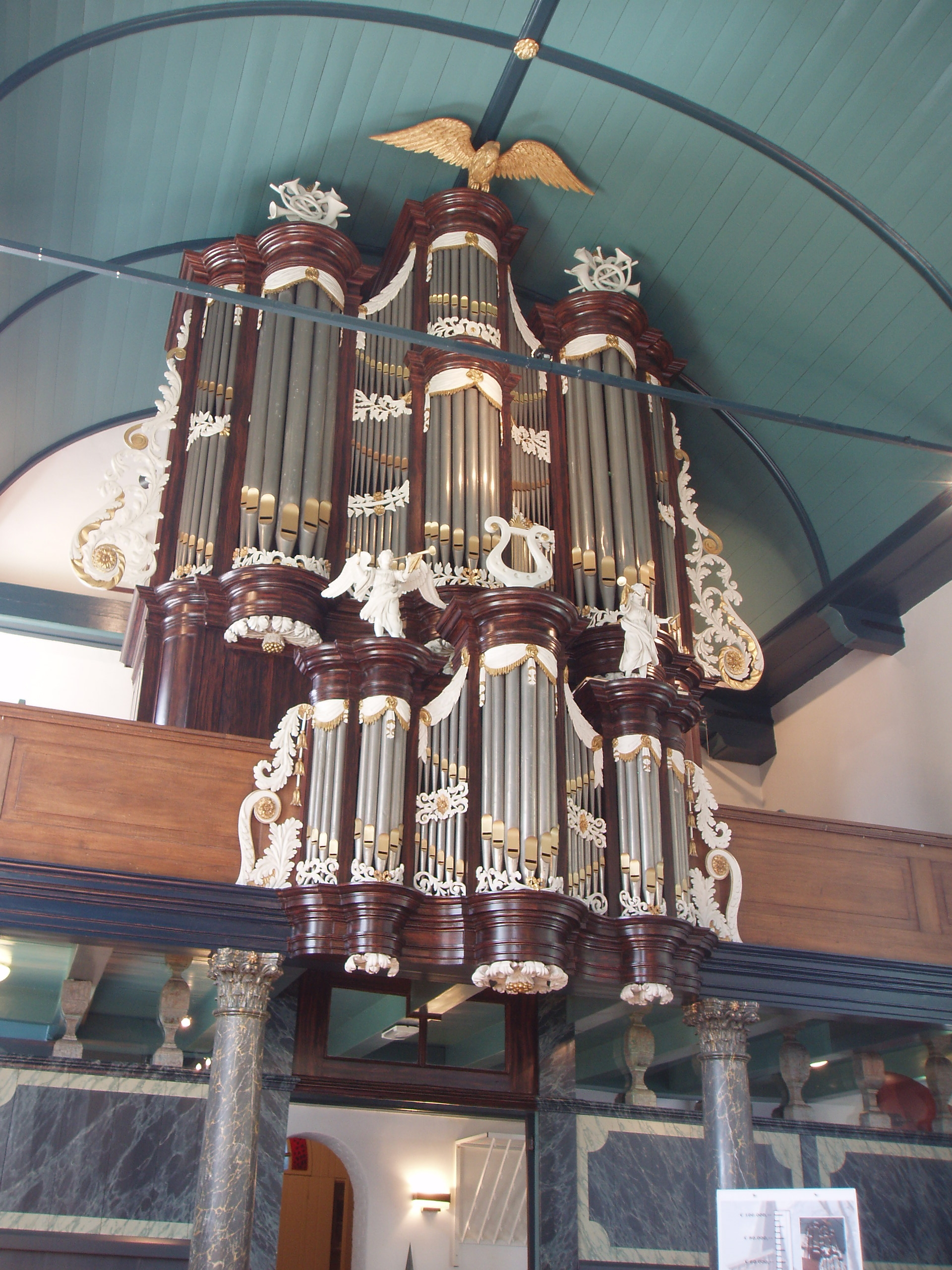
Interieur met orgel
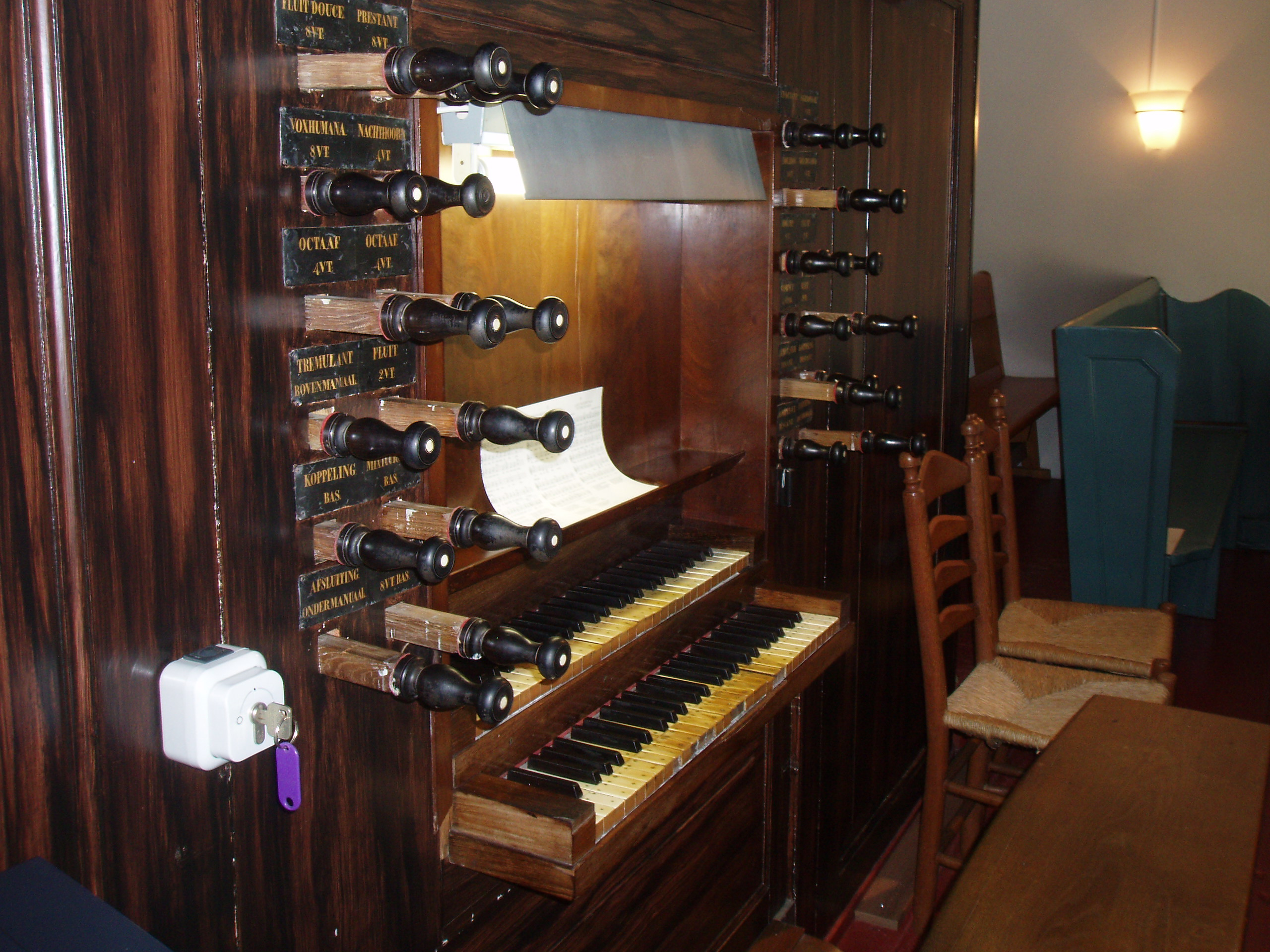
Orgel